# Municipalità di Meander Valley
La municipalità di Meander Valley è una delle 29 local government areas che si trovano in Tasmania, in Australia. Essa si estende su di una superficie di 3.821 chilometri quadrati ed ha una popolazione di 18.938 abitanti. La sede del consiglio si trova a Westbury.